# Orhan Ovacıklı
Orhan Ovacıklı (* 23. November 1988 in Izmir) ist ein türkischer Fußballspieler. Zurzeit spielt er für den Zweitligisten Erzurumspor FK.

## Karriere

### Verein
Ovacıklı begann mit dem Vereinsfußball 2001 in der Jugend von Karşıyaka SK und wechselte 2007 in die Jugend von Bigaspor. 2009 wechselte er zu Viertligisten Bandırmaspor und erhielt hier einen Profivertrag. Gleich zum Ende seiner ersten Saison gelang ihm mit seiner Mannschaft die Meisterschaft der TFF 3. Lig und damit der direkte Aufstieg in die TFF 2. Lig. Fortan war er eine feste Größe in der Stammformation und verpasste mit seiner Mannschaft zweimal hintereinander erst in der Relegationsphase den Aufstieg in die TFF 1. Lig.
Zur Saison 2012/13 wurde sein Wechsel zum Zweitligisten Çaykur Rizespor bekanntgegeben.

## Erfolge
- Mit Bandırmaspor:
  - 2009/10 Meisterschaft der TFF 3. Lig
  - 2009/10 Aufstieg in die TFF 2. Lig